# 珍珠港-希卡姆聯合基地
珍珠港-希卡姆聯合基地（英语：Joint Base Pearl Harbor-Hickam）是相邻在夏威夷火奴鲁鲁的美国军事设施，这是一个融合了前美国空军希卡姆基地和美国海军珍珠港基地的美军设施，并于2010年合併。珍珠港基地是美國海軍四個可維修核潛艇的設施之一。